# 1756
| 1756               |
| ------------------ |
| Dødsfald - Fødsler |
| • Begivenheder     |

| Gregoriansk kalender | 1756 MDCCLVI            |
| Ab urbe condita      | 2509                    |
| Armensk kalender     | 1205 ԹՎ ՌՄԵ             |
| Kinesiske kalender   | 4452 – 4453 乙亥 – 丙子 |
| Etiopisk kalender    | 1748 – 1749             |
| Jødisk kalender      | 5516 – 5517             |
| Hindukalendere       |                         |
| - Vikram Samvat      | 1811 – 1812             |
| - Shaka Samvat       | 1678 – 1679             |
| - Kali Yuga          | 4857 – 4858             |
| Iransk kalender      | 1134 – 1135             |
| Islamisk kalender    | 1169 – 1170             |

Konge i Danmark: Frederik 5. 1746-1766
Se også 1756 (tal)

## Begivenheder
- 15. maj - Syvårskrigen (1756–1763) indledes formelt med Storbritanniens krigserklæring mod Frankrig
- 29. august - Den Preussiske Syvårskrig begynder med, at preussiske styrker under ledelse af Frederik den Store går ind i Sachsen
- Fuldblodshesten Janus, som blev importeret til USA, anses for at være en af stamfædrene til den amerikanske quarter horse.

## Født
- 27. januar – Wolfgang Amadeus Mozart, østrigsk komponist (død 1791)
- 29. februar – C.F. Hansen, dansk arkitekt (død 1845)
- 27. maj - Maximilian 1. Joseph af Bayern (død 1825)
- 21. august – Michael Gottlieb Birckner, dansk præst, forfatter og trykkefrihedsforkæmper (død 1798).
- 4. september – Christen Henriksen Pram, dansk/norsk digter, embedsmand og tidsskriftsredaktør (død 1821).
- 30. december – Pavel Vranický, tjekkisk komponist (død 1808).